# Cariniana multiflora
Cariniana multiflora é uma espécie de árvore da família Lecythidaceae, encontrada no Brasil (no Amazonas), na Bolívia, Colômbia e no Peru.